# Lotte (2016)
Lotte ist ein deutscher Spielfilm aus dem Jahr 2016. Julius Schultheiß führte Regie und zeichnet für das Drehbuch verantwortlich. Sein Debütfilm entstand ohne Förderung, nur mithilfe von Crowdfunding und Geldmitteln aus einem aufgelösten Bausparvertrag. Erstmals wurde er in der Sektion „Perspektive Deutsches Kino“ auf der Berlinale 2016 gezeigt. Der Kinostart war am 27. Oktober 2016.

## Handlung
Der Film erzählt aus dem Leben von Krankenschwester Lotte. Sie führt ein recht unkonventionelles Leben und nimmt kein Blatt vor den Mund. Eigentlich würde man ihr eher die Führung einer Mädchengang zutrauen als einen verantwortungsvollen Job im Gesundheitswesen. Im Laufe ihres Lebens stolpert sie von Mann zu Mann, von Wohnung zu Wohnung und wird eines Nachts in ihre Stammkneipe gerufen, um einem Verletzten zu helfen. Hier liegt Marcel, der vor langer Zeit mal eine wesentliche Rolle in ihrem Dasein gespielt haben muss. Als beiden klar wird, mit wem sie es jeweils zu tun haben, haut Lotte ab und findet Unterschlupf bei ihrer Freundin Sabine.
In den nächsten Tagen wird in das Krankenhaus, in dem Lotte arbeitet, ein junges Mädchen eingeliefert. Lotte kümmert sich um es, es entsteht eine leichte Zuneigung. Wenig später wird Lotte Zeuge einer Begegnung zwischen eben jenem Mädchen und Marcel. Die Blicke der drei kreuzen sich und Lotte ahnt, dass es diesmal keine Flucht für sie geben wird.
Nun tritt ihre Tochter Greta in ihr Leben. Eigentlich hat Lotte mit Familie nichts am Hut, aber Greta ist neugierig auf ihre Mutter und bleibt hartnäckig am Ball. Schließlich zieht sie bei ihr ein und das Zusammenleben entwickelt sich in eine nicht pädagogisch wertvolle Richtung. Dabei lernen sie sich zunehmend kennen und gewinnen sich Respekt ab.
Am Schluss schafft es die Tochter, Lotte zu einem Besuch bei ihrer eigenen Mutter in ihrem Heimatdorf zu überreden, zu der sie offenbar sehr lange keinen Kontakt und kein gutes Verhältnis hatte. Der Film endet, als Lotte und Greta über die Felder auf das Dorf zugehen.

## Produktion
Der Film ist das Debüt von Julius Schultheiß. Lotte wurde im Forum der Internationalen Filmfestspiele Berlin uraufgeführt. Er wurde unabhängig produziert und durch Crowdfunding und private Geldmittel finanziert. Die umsetzende Produktionsfirma war finderlohn film (Berlin).

## Rezeption
Das Spielfilmdebüt von Julius Schultheiß, der 1985 in Marburg geboren wurde und seinen Abschluss im Fach Film & Fernsehen an der Kunsthochschule Kassel im Mai 2013 erhielt, hat eine junge Frau um die 30 zum Thema, die innerlich so jung und freakig geblieben ist, dass man ihr das Alter kaum abnimmt. Lotte glaubt an ihre Freiheit, aber diese streift ganz knapp an der Verantwortungslosigkeit vorbei. Greta, bei ihrem Vater in recht geordneten Verhältnissen aufgewachsen, lernt nun den süßen Duft der absoluten Unabhängigkeit kennen: Erziehung auf den Kopf gestellt. Das Schöne daran: Lotte wird nicht zurückerzogen. Am Ende wird der Zuschauer Zeuge eines kleinen Schritts zum Erwachsenwerden, wenn Lotte beginnt, sich ihrer Provinzvergangenheit zu stellen.

## Auszeichnungen
- 12. Achtung Berlin – new berlin film awards 2016 – Kategorie: Bester Spielfilm